# Unín (district de Brno-Campagne)
Pour les articles homonymes, voir Unin.
Unín (en allemand : Hunin) est une commune du district de Brno-Campagne, dans la région de Moravie-du-Sud, en République tchèque. Sa population s'élevait à 234 habitants en 2020.

## Géographie
Unín se trouve à 7 km au nord-est de Tišnov, à 23 km au nord-nord-ouest de Brno et à 167 km à l'est-sud-est de Prague.
La commune est limitée par Bukovice au nord, par Lubě à l'est, par Hluboké Dvory à l'est et au sud, par Všechovice au sud, et par Tišnov et Rohozec à l'ouest .

## Histoire
La première mention écrite de la localité date de 1341.